# Свод федеральных нормативных актов
Свод федеральных нормативных актов (англ. Code of Federal Regulations (CFR) ) — кодифицированный сборник основных постановлений и приказов органов федеральной исполнительной власти США. Периодическое издание CFR публикуется в виде специального выпуска Федерального реестра США отделением национального управления архивов и документации и отделением Государственного издательства.

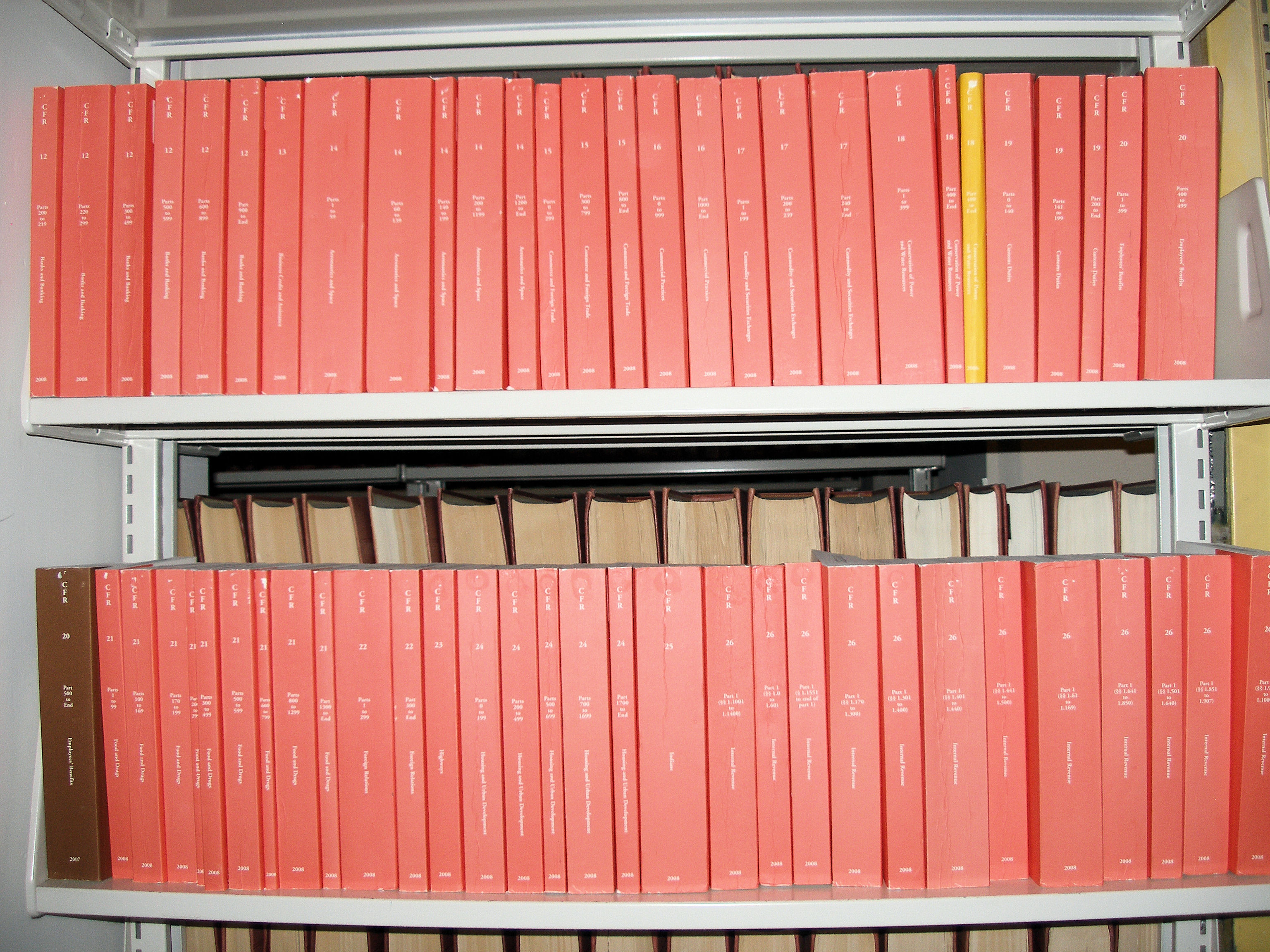
Тома Свода федеральных нормативных актов в юридической библиотеке (Разделы 12—26).

Конгресс США часто предоставляет органам исполнительной власти широкие полномочия по толкованию федерального законодательства в пределах компетенции этих органов. Для этого есть два обоснования — Конгресс может быть слишком занят для того, чтобы вдаваться в тонкости отдельных отраслей права, а специалисты соответствующих органов являются более квалифицированными для решения отдельных деталей.
В соответствии с законом об административном производстве (Administrative Procedure Act) процедура принятия нормативных актов органов исполнительной власти предполагает участие общественности. Через определённый период времени приказы и постановления публикуются в Федеральном Регистре.
Нормативные акты федерального правительства рассматриваются судами как источники права, не уступающие по силе писаным законам, при условии, что эти постановления адекватно интерпретируют положения федерального законодательства. Адекватная интерпретация или «Доктрина Шеврон» как критерий легитимности нормативных федеральных исполнительных органов была сформулировано Верховным судом США в решении по делу «Chevron против Совета по защите природных ресурсов».
Например, если Конгресс примет закон, устанавливающий, что в крупных водоёмах на территории США не должно быть избыточного содержания ртути (не вдаваясь в подробности), то определение научно обоснованного предельного содержания ртути в водоёмах, как и определение понятия «крупный водоём», становится задачей соответствующего государственного органа (в данном случае это Агентство по охране окружающей среды США). Определения агентства и план реализации намеченной Конгрессом цели (наряду с наказаниями за нарушения, определённые Конгрессом) публикуются в своде федеральных нормативных актов.
Свод федеральных нормативных актов создаётся юристами и судьями. Его статьи, как и статьи законов, написаны трудным для понимания профессиональным языком. При этом большинство сотрудников органов федеральной исполнительной власти не имеют соответствующего образования, и соответственно необходимой подготовки для того, чтобы читать подобные документы на регулярной основе. Поэтому большинство федеральных агентств издают для внутреннего пользования руководства, описывающие установленные процедуры на доступном непрофессионалом языке. Хотя подобные руководства не обладают юридической силой, на практике именно они определяют деятельность агентств и ведомств, по крайней мере до тех пор пока не возникнет конфликт интересов.
Верховный суд США несколько раз ссылался на подобные руководства, невзирая на их неформальный характер, когда сталкивался с вопросами, не освещёнными ни в Кодексе США, ни в Своде федеральных нормативных актов.

## Список глав
Свод федеральных нормативных актов содержит 50 глав, охватывающих широкий спектр областей:
- Title 1: General Provisions (Глава 1: Основные положения)
- Title 2: Grants and Agreements (Глава 2: Гранты и соглашения)
- Title 3: The President (Глава 3: Президент)
- Title 4: Accounts (Глава 4: Счета)
- Title 5: Administrative Personnel (Глава 5: Административный персонал)
- Title 6: Domestic Security (Глава 6: Внутренняя безопасность)
- Title 7: Agriculture (Глава 7: Сельское хозяйство)
- Title 8: Aliens and Nationality (Глава 8: Иностранцы и гражданство)
- Title 9: Animals and Animal Products (Глава 9: Животные и продукты животного происхождения)
- Title 10: Energy (Глава 10: Энергия)
- Title 11: Federal Elections (Глава 11: Федеральные выборы)
- Title 12: Banks and Banking (Глава 12: Банки и банковское дело)
- Title 13: Business Credit and Assistance (Глава 13: Деловой кредит и помощь)
- Title 14: Aeronautics and Space (Federal Aviation Regulations) (Глава 14: Аэронавтика и космос или Федеральные авиационные правила)
- Title 15: Commerce and Foreign Trade (Глава 15: Коммерция и внешняя торговля)
- Title 16: Commercial Practices (Глава 16: Коммерческая практика)
- Title 17: Commodity and Securities Exchanges (Глава 17: Товарные и фондовые биржи)
- Title 18: Conservation of Power and Water Resources (Глава 18: Сохранение энергии и водных ресурсов)
- Title 19: Customs Duties (Глава 19: Таможенные пошлины)
- Title 20: Employees' Benefits (Глава 20: Вознаграждения работникам)
- Title 21: Food and Drugs (Глава 21: Еда и лекарства)
- Title 22: Foreign Relations (Глава 22: Международные отношения)
- Title 23: Highways (Глава 23: Автомагистрали)
- Title 24: Housing and Urban Development (Глава 24: Жилье и городское развитие)
- Title 25: Indians (Глава 25: Индейцы)
- Title 26: Internal Revenue (Treasury Regulations) (Глава 26: Внутренние доходы или Положения казначейства)
- Title 27: Alcohol, Tobacco Products and Firearms (Глава 27: Алкоголь, табачные изделия и огнестрельное оружие)
- Title 28: Judicial Administration (Глава 28: Судебная администрация)
- Title 29: Labor (Глава 29: Труд)
- Title 30: Mineral Resources (Глава 30: Минеральные ресурсы)
- Title 31: Money and Finance: Treasury (Глава 31: Деньги и финансы: Казначейство)
- Title 32: National Defense (Глава 32: Национальная оборона)
- Title 33: Navigation and Navigable Waters (Глава 33: Судоходство и судоходные воды)
- Title 34: Education (Глава 34: Образование)
- Title 35: Reserved (Глава 35: Зарезервировано. С 1938 по 1999 год принадлежало Правилу контроля зоны Панамского канала)
- Title 36: Parks, Forests, and Public Property (Глава 36: Парки, леса и общественная собственность)
- Title 37: Patents, Trademarks, and Copyrights (Глава 37: Патенты, товарные знаки и авторские права)
- Title 38: Pensions, Bonuses, and Veterans' Relief (Глава 38: Пенсии, премии и помощь ветеранам)
- Title 39: Postal Service (Глава 39: Почтовая служба)
- Title 40: Protection of Environment (Глава 40: Защита окружающей среды)
- Title 41: Public Contracts and Property Management (Глава 41: Государственные контракты и управление имуществом)
- Title 42: Public Health (Глава 42: Общественное здравоохранение)
- Title 43: Public Lands: Interior (Глава 43: Общественные земли: внутренние дела)
- Title 44: Emergency Management and Assistance (Глава 44: Управление в чрезвычайных ситуациях и помощь)
- Title 45: Public Welfare (Глава 45: Общественное благосостояние)
- Title 46: Shipping (Глава 46: Доставка)
- Title 47: Telecommunication (Глава 47: Телекоммуникации)
- Title 48: Federal Acquisition Regulations System (Глава 48: Федеральная система правил закупок)
- Title 49: Transportation (Глава 49: Транспорт)
- Title 50: Wildlife and Fisheries (Глава 50: Дикая природа и рыболовство)

## История
Первоначально в США существовал Federal Register Act — полный сборник всех имеющихся правил, обнародованных до первой публикации федерального реестра, в 1937 году в него были внесены поправки, требующие кодификацию всех правил каждые пять лет. 11 октября 1938 г. президент Рузвельт санкционировал издание Свода федеральных нормативных актов. В 1939 году появился первый том CFR, первого издания 15-томной серии. Первое ежегодное дополнение было опубликовано в 1940 году.
После начала Второй мировой войны редакция столкнулась со многими трудностями. Количество выпущенных документов подскочило с 7 850 в 1941 году до 18 569 в 1943 году. Характер новых публикаций соответствовал: приказы о льготах, правила экспортного контроля, положения о выборной службе, приказы о пайках, документы об иностранцах и гражданстве, создание новых военных агентств и многое другое.
11 июня 1946 года появилось общественное обсуждение вводимых норм и правил перед публикацией в Федеральном реестре.
4 февраля 1948 г. президент Трумэн санкционировал изменения в порядок обновления — теперь каждую главу можно было обновлять отдельно, а не выпускать полное обновление на весь CFR. Это сократило общее количество страниц с 39-х тысяч до 22-х. На 30 июня 1950 года полный комплект Свода федеральных нормативных актов содержал 45 томов. В 1952 году правила, связанные с вооружёнными силами и военными науками, были объединены в одну главу 32A, Национальная оборона, Приложение, самым большим, когда-либо опубликованным Федеральным регистром в 2799 страниц. Но к 1954 году том сократился до 430 страниц.
1979 год подготовил почву для хранения правил в электронном виде — когда Госиздат США переходил от печати «горячим металлом» на технологию электронной фотокомпозиции, были созданы первые электронные копии CFR. В 1985 году был запущен пилотный проект доступа для авторизированных агентств к главам нормативных актов через интернет. Официально CFR стал доступен пользователям через интернет 1 октября 1992 года благодаря системе FREND (Federal Register Electronic News Delivery System). Электронный аналог правил назван e-CFR. В 2006 году, спустя 70 лет со дня создания Свода федеральных нормативных актов, он содержал 220 томов в электронном виде.
11 марта 2014 г. палата представителей инициировала Закон о модернизации Федерального реестра, в соответствии с которым подача документов в Федеральный реестр и публикация им правил будут доступны онлайн, а печатные версии не будут обязательными. Однако законопроект был раскритикован Американской ассоциацией юридических библиотек. Несмотря на то, что 14 июля 2014 года проект прошёл голосование в Белом доме, законопроект не поступил на голосование на 114-м Конгрессе 2017 года.